# Неумывакин, Юрий Кириллович
Ю́рий Кири́ллович Неумыва́кин (25 марта 1932, Москва — 29 августа 2009) — советский и российский ученый в области геодезии, землеустройства и их информационного обеспечения. Член-корреспондент РАСХН (1993), доктор технических наук (1977), профессор (1979). В 1980—1997 годах ректор Государственного университета по землеустройству (ГУЗ, до 1992 года — Московский институт инженеров землеустройства), с которым была связана почти вся его жизнь, его почётный профессор.
Заслуженный деятель науки и техники РСФСР (1989).

## Биография
Окончил Московский институт инженеров землеустройства (МИИЗ) в 1955 году по специальности геодезия. В 1955-56 гг. инженер-геодезист. С 1956 года в альма-матер Государственном университете по землеустройству: первоначально ассистент, с 1963 года доцент, с 1964 по 1973 год декан архитектурного факультета, первый на этом посту и один из его основателей, с 1978 по 1997 год заведующий кафедрой геодезии, с 1980 по 1997 год ректор, с 1997 года профессор-консультант. Под его началом защищены 13 кандидатских диссертаций.
Академик Академии аграрного образования (1993), Международной академии информатизации (1994), Международной академии аграрного образования (2000).
В 2012 году в связи с 80-летием со дня рождения Ю. К. Неумывакина на базе Государственного университета по землеустройству состоялась конференция «Инженерно-геодезические работы при межевании земель и ведении кадастра», в рамках которой была организована выставка его научных работ.
85-летию со дня рождения Ю. К. Неумывакина была посвящена конференция «Научные исследования и разработки молодых ученых для развития АПК» в 2017 году.
Почетный профессор Хуачжуанского аграрного университета Центрального Китая (1996) и Уральской государственной сельскохозяйственной академии.
Награжден орденами «Знак Почета» (1979), «За заслуги перед Отечеством» IV степени (1997), Грамотой Президиума Верховного Совета РСФСР, многими медалями и нагрудными знаками СССР, РФ и ВДНХ, в частности Золотой медалью Минсельхоза РФ «За вклад в развитие агропромышленного комплекса России», золотым и серебряным почетными знаками ГУЗа (в частности его «Серебряный Константиновский почетный знак II степени» № 5), медалями ВДНХ, другими отраслевыми наградами и грамотами, Почетными грамотами Российской академии сельскохозяйственных наук, Губернатора Московской области. Лауреат премии им. Ф. Н. Красовского (2000). Почетный геодезист, Почетный землеустроитель России, Почетный работник высшего профессионального образования Российской Федерации.
Опубликовал около 200 научных трудов, в том числе за рубежом. Учебники под его авторством причисляются к классическим.
Основные публикации: «Обоснование точности топографических съемок» (1976), «Практическое руководство по геодезии» (1973, 1979), «Информационные системы о Земле и землеустройство» (1987), «Автоматизированные методы геодезических измерений в землеустройстве» (1990), «Геодезия. Топографические съемки» (1991), «Modern tendencies in land use planning education in Russia» (Венгрия, 1995), «Геодезическое обеспечение землеустроительных и кадастровых работ» (1996), «Информационные технологии обеспечения земельного кадастра пространственными данными» (2001), «Technological aspects of land plots surveying in Russia» (США, 2002), «Земельно-кадастровые геодезические работы» (2005, 2006), «Практикум по геодезии» (1985, 1995, 2008) и др..